# تاريخ منتظم ناصري
تاريخ منتظم ناصري هو كتاب تاريخي مكتوب باللغة الفارسية بقلم محمد حسن خان اعتماد سلطان [الإنجليزية]، الذي شغل منصب المترجم ورئيس دار الطباعة الملكية ومكتب الترجمة في عهد ناصر الدين شاه قاجار.
تم تأليف هذا العمل بين عامي 1880 و1882 (1298 و1300 هـ) وأُهدي إلى شاه إيران. ويغطي التاريخ العام للعالم وتحديدًا الإسلامي منذ هجرة النبي محمد إلى بداية العصر القاجاري. ينظم المؤلف رواياته التاريخية جغرافيًا، حيث يغطي آسيا وأوروبا وأفريقيا والأمريكتين، مما جعل الكتاب فريدًا من نوعه في نهجه.
يعكس اسم الكتاب هيكله الزمني المنظم (تاريخ منتظم) وإهدائه إلى ناصر الدين شاه (ناصري).

## الخلفية
كان تأخر كتابة المجلد الخامس من مرآة البلدان بسبب عدم وجود معلومات دقيقة عن بعض المدن والقرى، أحد أسباب تأليف تاريخ منتظم ناصري. علاوة على ذلك، لم يكن هناك كتاب شامل باللغة الفارسية عن التاريخ العام لإيران والعالم يتجاوز مجرد سرد عهود الملوك وحروبهم. يتضمن هذا الكتاب أحداثًا مختلفة مثل ولادة ووفاة العلماء والأعيان، والاختراعات، والأمراض العامة، وحتى بعض الكسوفات.

## البناء
يتألف العمل من قسمين وثلاثة مجلدات، ويقدم جدولًا زمنيًّا مُقارنًا للتقويمين الهجري والميلادي. وكان هذا الكتاب أيضًا أحد الجهود الأولى لمزامنة التقويمات بشكل شامل باللغة الفارسية.
كل تقرير في تاريخ المنتظم الناصري يحمل تاريخه الهجري والميلادي. لقد قام المؤلف بتلخيص التقارير، وعندما يتم ذكر حدث سبق مناقشته مرة أخرى، فإنه يوجه القارئ إلى تلك النقطة السابقة في النص. وبعد التاريخ، يتم أيضًا تنظيم التقارير حسب المناطق الجغرافية (على سبيل المثال، آسيا، وأوروبا، وما إلى ذلك)، مما يسهل قراءة السياق وفهمه. حتى التقسيمات الجغرافية الأصغر حجمًا يتم ذكرها بعد اسم القارة وقبل التقرير الرئيسي، مثل "أوروبا-إنجلترا" أو "أوروبا-روسيا".
كما تم في نهاية كل مجلد طباعة تقويم للسنة المقابلة، يليه جدول لملوك القاجار، مع ذكر سنوات ميلادهم ووفاتهم ومدة حكمهم. بالإضافة إلى ذلك، يقدم الكتاب روايات مفصلة عن أفراد العائلة المالكة، وزعماء القبائل، والمسؤولين العسكريين، والمكاتب الحكومية.

### المجلدات الثلاثة
- يتناول المجلد الأول تاريخ العالم الإسلامي منذ الهجرة النبوية (622م) حتى سقوط الخلافة العباسية سنة 656هـ. ثم يناقش الغزو المغولي في عهد هولاكو خان ويتتبع الأحداث حتى زمن المؤلف.[1][3]
- وينتهي المجلد الثاني بأحداث سنة 1193 هـ (سنة وفاة كريم خان زند)، والتي تغطي الفترة من الغزو المغولي إلى عهد كريم خان زند .[1][3]
- ويركز المجلد الثالث على سلالة القاجار، ويغطي تاريخها منذ صعود آغا محمد خان قاجار حتى عام 1300 هجرية. ومن الجدير بالذكر أن المؤلف يتجنب مناقشة شخصيات بارزة مثل ميرزا تقي خان أمير كبير، الذي أثار انتقادات.[6][3]

يعتمد المجلد الأول بشكل كبير على كتاب ابن الأثير الكامل في التاريخ ومصادر أخرى مثل أعمال أبو الفداء ووفيات الأعيان لابن خلكان؛ وربما بعض المؤلفات الإسلامية الضائعة.
يعتمد المجلدان الثاني والثالث على أعمال مثل تاريخ مغول ناسوي، ومطلع السعدين، وحبيب السير، وأحسن التواريخ، وناسخ التواريخ.

## الأخطاء التاريخية
يحتوي الكتاب على بعض الأخطاء التاريخية التي لاحظها النقاد. على سبيل المثال، هناك أخطاء في تحديد بعض الشخصيات والأماكن بسبب عدم الدقة في مصادر المخطوطات. ويشير المؤلف أحيانًا إلى التناقضات بين المؤرخين، مثل الاختلافات في تاريخ اغتيال آغا محمد شاه قاجار؛ ويوضح أنه لا يعلم الصحيح ولكنه ينقل كما جاءه.
إن إدراج الكتاب لأعمال فريدة مثل "التاريخ الأفغاني" للشيخ عبد النبي منشي بهبهاني و"عبرة نامه" للمسافر الأوروبي يزيد من قيمته.